# 邵庭
邵庭（英語：Nikki Shao，1985年11月25日—），本名鄧少婷，與小優是世新同班同學，台灣模特兒，出身展場showgirl，2006年宅男女神，活躍於2008年，那年他上中視綜藝節目《我猜我猜我猜猜猜》的校園美女選拔而成名，在中天綜合台的《全民最大黨》節目中以模仿《光陰的故事》中的角色孫一美而走紅。曾為女子團體ZERO+（Zero plus）的初始成員之一。

## 簡歷
2007年，邵庭以展場和Showgirl 主持而被注意，到2008年，已經成為廠商重用的金牌主持。
2010年5月，邵庭跟一群年輕的大學生及模特兒組成團體《ZERO+》，團體初始成員為邵庭、李安娜、荷希、亞理、妍愷共五人，團體特色定位為走性感、舞蹈風，並發表3D寫真書《嬉戲》及單曲《Sha la la la》。
2010年8月加入了仍在就讀大學的「薰」團體成員變為6人，但是在2010年底「亞理」卻因即將遠赴海外深造而離開團體成員變為5人，同年11月又加入一名新成員「愛瑪」團體成員又變為6人。
2011年3月ZERO+推出了數位單曲-《開啟愛》，可是在同年7月27日衛視中文台的《麻辣天后宮》節目中邵庭說明，由於個人工作較為繁忙等個人原因已經退出團體，使得團體成員又變為5人。

## 軼聞
- 曾透露自己和莫文蔚有相同癖好：喜歡穿平角褲，尤其是酷企鵝圖案。2019年臉書直播意外透露自己都穿丁字褲。
- 超愛打麻將，認為自己是麻將鬼。
- 非常喜愛貓狗，害怕蟑螂。
- 先前因在節目上顏面抽搐被網友發現，後在2014年6月17日，在臉書上公開承認自己是妥瑞氏症患者。[13][14]
- 2017年～2019年生活事蹟：她和擔任攝影師助理的男友登記结婚，也時常表態自己不想要小孩！她長久受拇指外翻的痛苦，加上增加飼養的寵物數量，才揮別租屋一族，買了房子後搬家，所以向旅行應援團節目請長假開刀，但後來節目改變型態，她也順勢被節目裁員！2019年初第一隻寵物狗(污泥)過世。揮別電視圈的她，專心經營第二春事業，網路電商(popola)，主要販賣寵物相關食品，與合夥人短期內發展出各種商品，人用保養品、保健飲品、服飾、碗盤鍋具。

## 主持作品

### 電視節目
| 年份      | 頻道       | 節目                       | 備註 |
| --------- | ---------- | -------------------------- | --- |
| 2009      | 中視       | 《超級星光大道》           | 助理主持 |
| 2011      | 公共電視台 | 《健康搜查隊》             | 外景主持人 |
| 2010      | 公共電視台 | 《流言追追追》             | 第四、五季主持人，與小兵搭擋主持 《流言追追追》第五季主持人有班傑、五熊、小兵、邵庭等四位，每集皆由其中兩位搭擋主持 |
| 2011-2017 | 衛視中文台 | 《旅行應援團》             | 主持人 與庹宗康 謝忻                                                                                                |
| 2014      | 中天綜合台 | 《寵物小確幸》             | 主持人 |
| 2014      | 中天綜合台 | 《真的不一樣》             | 主持人（與庹宗康）                                                                                                  |
| 2016      | 中天綜合台 | 《寵物大聯萌-i Pet cute-》 | 主持人 法比歐 |
| 2021      | 東風衛視   | 《挑戰吧！大神》           | 代班主持人（與徐乃麟）                                                                                              |

### 廣播節目
| 年份 | 頻道       | 節目           |
| ---- | ---------- | -------------- |
| 2010 | 亞洲廣播網 | 《音樂LATTE》  |
| 2011 | 亞洲廣播網 | 《音樂站哨亭》 |

### YouTube
- POPOLA X 邵庭頻道[15]
- 美女愛玩GAME 為什麼邵庭要玩《快打旋風五》？[16]
- 美女愛玩GAME 邵庭擔任一日測試員！什麼遊戲竟然可以撿屍？[17]
- 美女愛玩Game 邵庭體驗直到黎明 Until Dawn[18]
- 美女愛玩Game 邵庭體驗直到黎明 Until Dawn[19]
- 美女愛玩Game 邵庭體驗 百將行[20]

## 演出作品

### 電視劇
| 年份 | 頻道       | 劇名                        | 飾演                                       |
| ---- | ---------- | --------------------------- | ------------------------------------------ |
| 2009 | 中華電視台 | 《海派甜心》                | 王野倩                                     |
| 2009 | 中天綜合   | 《全民最大黨-洸陰的故事》   | 孫一渼                                     |
| 2009 | 中天綜合   | 《全民最大黨-梁家婦女》     | 二姐Annie梁（2009年11月6日－2010年4月2日） |
| 2011 | 超級電視台 | 《33故事館-「假面巧克力」》 | 林燕、吳燕燕                               |
| 2013 | 中天綜合台 | 《PMAM》                    | 小娟                                       |

### 電影
| 年份 | 片名                | 飾演   |
| ---- | ------------------- | ------ |
| 2012 | 《港都2012》        | 翁曉玉 |
| 2012 | 《逆轉一刻 ，真香》 | 真香   |
| 2012 | 《這一刻愛吧!》     | 可可   |
| 2013 | 《這一刻愛吧2013!》 | 可可   |

### MV
- 2007 李玖哲《圍牆》女主角
- 2008 蕭閎仁《王寶釧苦守寒窯十八年》女主角
- 2008 周杰倫《喬克叔叔》
- 2008 元衛覺醒《鴕鳥》女主角
- 2010 ZERO+單曲《Sha la la la》[22]
- 2011 ZERO+單曲《開啟愛》[11]

## 出版作品

### 書籍
| 年份 | 書名                   | 出版社 | ISBN               |
| ---- | ---------------------- | ------ | ------------------ |
| 2010 | 《嬉戲》ZERO+3D寫真書  |        |                    |
| 2016 | 《長腿女孩與短腿毛孩》 | 尖端   | ISBN 9789571067148 |

## 廣告
- 2007《鴻林藥品-德國辣椒膏、薄荷膏[23]》女主角
- 2008《遠通電收-電子收費ETC 24小時無單繳費》
- 2008《統一速達-黑貓宅急便 返鄉行李篇》[24]
- 2009《McDonald 麥當勞-冰炫風 冰那提》[25]
- 2009《遠傳門號行銷與遊戲機折扣》[26]
- 2009《可伶可俐清痘凝露》[27]
- 2010《花旗銀行-花旗現金回饋白金卡》[28]
- 2010《京群超媒體-黃金城online 美女麻將》[29][30]
- 2010《冰火》[31]
- 2012《OSIM 按摩器-小資職場求生術》[32]
- 2013《我愛高雄[33]》邵庭和高雄的第一次戀愛[34]
- 2013《寶島鐘錶-VOGUE 情人節禮物篇》[35][36][37]
- 2013《味全 The Pasta 義大利麵-天生奴才必有用→我的貼心男友♥♥首部曲》[38]
- 2013《味全 The Pasta 義大利麵-天生奴才必有用→我的貼心男友♥♥二部曲》[39]
- 2013《味全 The Pasta 義大利麵-天生奴才必有用→我的貼心男友♥♥三部曲》[40]
- 2013《MAYBELLINE 媚比琳極速飛箭睫毛膏》[41]
- 2013《Panasonic吸塵器、空氣清淨機》-女宅好乾淨女神[42]

## 活動&代言
- 2008 皓宇科技《三國策V 武聖爭霸》
- 2013年2月28日《傑克太神奇了！竟讓邵庭淚灑星期五》[43]
- 2013年11月2日《高雄國際食品展 第三天美廚娘邵庭料理秀》[44]
- 2015年6月17日《宅男女神邵庭代言二段式開車門 新聞局長帶台中知名鳳梨酥、紅茶探班》[45]
- 2015年8月31日《旅行應援團主持人邵庭、謝忻為lamigo開球》[46]
- 2017年瘋狂的喬洗髮精代言人

## 獲得獎項

### 金鐘獎
| 年份   | 獲提名         | 獎項                               | 結果 |
| ------ | -------------- | ---------------------------------- | ---- |
| 2015年 | 《流言追追追》 | 第50屆金鐘獎兒童少年節目主持人獎   | 獲獎 |
| 2017年 | 《寵物大聯萌》 | 第52屆金鐘獎益智及實境節目主持人獎 | 入圍 |

## 外部連結
- 邵庭的Facebook專頁（繁體中文）
- POPOLA官方粉絲團的Facebook專頁（繁體中文）
- POPOLA×邵庭-全台手播官方粉絲團的Facebook專頁（繁體中文）
- 邵庭的Instagram帳戶（繁體中文）
- 邵庭的新浪微博（繁體中文）
- POPOLA × 邵庭 YouTube （页面存档备份，存于）